# STRANGE BLUE
STRANGE BLUE(ストランジ・ブルー)は1996年3月21日に発売されたTWINZERの3rdアルバム。

## 内容
7枚目のシングル「STOP IN THE BURNIN' LOVE」は松川敏也在籍時の楽曲であるが、ドラムに黒瀬蛙一を迎えたアルバム・バージョンに差し替えてある。6枚目のシングル「こんな時君に逢いたい」のカップリング「I'M LOOKIN' FOR LOVING」は生沢佑一単体のバージョンでリテイクをしている。タイトル曲「STRANGE BLUE」はドラム音がない楽曲である。

## 批評
CDジャーナルは「ロックにこだわる姿勢がはっきりとわかる」「渋いポップセンスも光っている」と評した。

## 収録曲
1. THE PAIN
作詞・作曲:生沢佑一 編曲:明石昌夫・TWINZER
2. HOT TIME
作詞・作曲:生沢佑一 編曲:明石昌夫・TWINZER
3. STRANGE BLUE
作詞・作曲:生沢佑一 編曲:明石昌夫・TWINZER
4. Someday
作詞・作曲:生沢佑一 編曲:明石昌夫・TWINZER
5. ROCK MAN
作詞・作曲:生沢佑一 編曲:TWINZER
6. Dark & I, Dread or Alive
作詞・作曲:生沢佑一 編曲:明石昌夫・TWINZER
7. Love Train Running
作詞・作曲:生沢佑一 編曲:明石昌夫・TWINZER
8. STOP IN THE BURNIN' LOVE(Remix)
作詞・作曲:生沢佑一 編曲:明石昌夫・TWINZER
9. I'M LOOKING FOR LOVING(Album Version)
作詞:生沢佑一 作曲:生沢佑一・松川敏也 編曲:明石昌夫・TWINZER
10. ROCK AND ROLL - 原曲:レッド・ツェッペリン
作詞・作曲:J. Page・R. Plant・J. Bonham 編曲:TWINZER

## 参加アーティスト
- 生沢佑一 - ボーカル、ギター
- 松川敏也 - ギター(8のみ)
  - 明石昌夫 - ベース
  - 黒瀬蛙一 - ドラム
  - 鈴木英俊（空と海と風と） - ギター
  - 寺島良一 - ディレクター、アコースティックギター
  - 牧穂エミ - フィメールボイス
  - 川島だりあ（FEEL SO BAD） - コーラス
  - 勝田一樹（DIMENSION） - サックス
  - 小野塚晃（DIMENSION） - ピアノ
  - 増田隆宣 - オルガン